# Honest Joe
"Honest" Joe (eng. "Pošteni" Joe) je izmišljeni lik iz stripa Zagor. On je pomorski kapetan.

## Biografija lika

### Kineska mora
Joe je zapovjedao trgovačkim brodom North Star i plovio kineskim morima. Radi obrane od kineskih pirata, postavio je na brod dva topa. Tada je postao lovac na pirate. Za to su ga plaćali Englezi i Portugalci iz Hong Konga i Macaoa. Godinama je plovio na ruti između Šangaja i Cantona i nijedan pirat ga nije uspio poraziti. Joe je svojim topovima potopio nekoliko piratskih džunki. 

### Aljaska
Kada je nekoliko piratskih bandi raspisalo ucjenu na njegovu glavu, Joe je otplovio na sjeverozapadnu obalu Sjeverne Amerike i postao lovac na tuljane. Kada su Indijanci iz plemena Tlingit napali rusku koloniju Novi arhanđeo na Aljaski, Zagor (koji se tada nalazio u koloniji) je došao do Joeovog logora da bi zamolio za pomoć. North Star je zaplovio prema koloniji i topovima raspršio Indijance koji su poraženi. U zahvalu za pomoć, princ Vassili Vasilevič Rezanov, guverner kolonije, dao je Joeu srebrnu tabakeru s ugraviranim ruskim carskim orlom.

### Sukob sa Žutim Zmajem
Joe je zatim ponudio Zagoru i Chicu prijevoz do Kalifornije što su oni prihvatili. No putem su naišli na zapaljeni britanski trgovački brod Sea Queen te spasili preživjele s njega. Brod su bili napali kineski pirati pod vodstvom okrutnog Žutog Zmaja, bivšeg kineskog plemića koji se okrenuo protiv svog cara kada ga je ovaj izdao, i počeo pljačkati uz kinesku a kasnije i američku obalu. No pirati su se vratili i napali North Star te ga nakon duge borbe zauzeli. Brod su opljačkali i potopili a preživjele, među njima i Zagora, Joea i Chica, odveli na svoje skrovište, Magloviti otok. Tamo je Žuti Zmaj ponudio Zagoru da će poštedjeti njega i njegove prijatelje ako Zagor ubije jednog njegova neprijatelja na Otoku gubavaca. Zagor je prihvatio ali po dolasku na otok, prevario je Zmaja i udružio se s njegovim neprijateljem kako bi do Zmajevog otoka doveo mornaricu iz Hudson Bay Company koja je uništila pirate pri čemu je i Zmaj poginuo.

### Ekspedicija na Grenland
Nedugo zatim Hudson Bay Company je Joeu kupila novi brod i on je njime prevezao Chica i Zagora u Kaliforniju. Nedugo zatim, brod je preimenovao u Dragoon u sjećanje na pustolovinu sa Žutim Zmajem. Zatim je Dragoon bio unajmljen od profesora Martina Van Dickea da ga odvede na Grenland u potragu za olupinom engleskog broda Jednorog koji je nestao još u 17. stoljeću prevozeći tajanstveni teret za koji profesor vjeruje da je odgovoran za nestanak naroda koji je nastanjivao drevni grad Teotihuacan. Ispadne da je profesor bio u pravu ali na olupini Jednoroga otkrije se da je teret zapravo bio biološko oružje koje vuče porijeklo još od vremena Atlantide. Ondje Zagor, Joe i profesor Van Dicke budu zarobljeni od ljudi profesora Karla Weisa, starog Van Dickeovog konkurenta koji namjerava biološko oružje iskoristiti za svoje ciljeve. Van Dicke aktivira oružje koje ubije njega, Weisa i njegove ljude dok Zagor uspije aktivirati eksploziv Weisovih ljudi nakon čega Jednorog eksplodira i zajedno s biološkim oružjem potone na dno mora. Joe i Zagor su se vratili na Dragoon i Joe je Zagora i Chica ostavio u New Yorku.

### Ekspedicija na Island
U potrazi za Ludwigom Richterom, njemačkim arheologom i suradnikom profesora Weisa, koji je krenuo diljem svijeta u potragu za četiri tajanstvena dragulja kako bi obnovio atlantidski Ključ znanja (i zavladao svijetom), Zagor i Chico su u luci Tampa na Floridi susreli Joea i Dragoon, te se uputili prema Azorskim otocima, gdje su ukrcali arheologa Dextera Greena i njegovog slugu Jamba, Richterove neprijatelje. Na Dragoonu su bili ukrcani i Kralj Guthrum i neki njegovi Vikinzi, koji su odlučili napustiti Floridu kako bi se vratili u zemlju svojih predaka, Island. U prolasku kraj Lofotskih otoka, Dragoon je zahvatio uragan te je brod bio zapao u Maelstrom, divovski vrtlog, te se jedva izvukao nakon nadljudskih napora posade. Na Farskim otocima, Dragoon je stao radi popravaka, te su ondje susreli Erebus, brod profesora Richtera, koji je upravo bio isplovio prema Islandu. Zagor je u čamcu slijedio Erebus do Islanda, a nekoliko dana kasnije stigao je i Dragon. U luci Reykjavík mornari s Erebusa su pokušali potopiti Dragoon ali zahvaljujući Greenu, Jambu i Guthrumovim Vikinzima, napad je spriječen i Erebus je eksplodirao.

## Zanimljivosti
- Honest Joe se kronološki pojavljuje u epizodama Zagora koje su u Hrvatskoj izašle u Slobodnoj Dalmaciji: 14 Ratnici gromovnika, 15 Zmajevi gusari, 17 Otok gubavaca; 56 Tajna Jednoroga, 57 Grenland, 58 Fatalno oružje.